# Ernestina Sasko-Výmarská
Ernestina Sasko-Výmarská (4. ledna 1740, Výmar – 10. června 1786, Hildburghausen) byla sasko-výmarsko-eisenašskou princeznou a sňatkem sasko-hildburghausenskou vévodkyní.

## Život
Ernestina Augusta Žofie se narodila jako dcera Arnošta Augusta I. Sasko-Výmarsko-Eisenašského a jeho druhé manželky, Žofie Šarloty Braniborsko-Bayreuthské.
1. července 1758 se Ernestina v Bayreuthu provdala za Arnošta Fridricha III. Sasko-Hildburghausenského. Sňatek byl sjednán na příkaz její tety dánské královny Žofie Magdaleny Braniborské. Ta byla ženichovou bývalou tchýmí z jeho předchozího manželství. Arnošt Fridrich byl těžce zadlužen a Ernestino věno pro něj bylo důležité.
Carl Barth popsal vévodkyni následovně: "...kromě jemného půl šilhání jednoho oka, byla krásná, dobře stavěná dáma, která se vášnivě zaměstnávala hudbou (lesní roh, flétna, klavír a housle). Zápasila, jezdila, lovila na koních i pěšky jako muž, obvykle v kostýmu Amazonky a těsně sedících kalhotách z jelení kůže, sedící na koni jako Amazonka. Ona osobně vedla rytířské cvičení korunního prince...".
Christian Friedrich von Stocmeier byl jmenován hospodářským správcem. Zlepšení napjaté finanční situace země, které zařídil, ale nemohlo zabránit státnímu bankrotu. V roce 1769 byla země zařazena pod císařskou konfiskaci a debetní komice se pokusila upevnit finanční situaci.
Po smrti jejího manžela v roce 1780 odešla z veřejnosti. Žila v tzv. domě Fischbergsche na hildburghausenském trhu a zabývala se především hudbou. Princ Josef Sasko-Hildburghausenský se stal opatrovníkem jejího syna Fridricha, který byl ještě nezletilý.

## Potomci
- Ernestina Frederika Žofie (22. února 1760 – 28. říijna 1776), ⚭ 1776 František Sasko-Kobursko-Saalfeldský (15. července 1750 – 9. prosince 1806), vévoda sasko-kobursko-saalfeldský

- Kristýna Žofie Karolína (4. prosince 1761 – 10. ledna 1790), ⚭ 1778 Evžen Sasko-Hildburghausenský (8. října 1730 – 4. prosince 1795)

- Fridrich (29. dubna 1763 – 29. září 1834), vévoda sasko-hildburghausenský a sasko-altenburský, ⚭ 1785 Šarlota Georgina Meklenbursko-Střelická (17. listopadu 1769 – 14. května 1818)